# Echitație la Jocurile Olimpice de vară din 1980

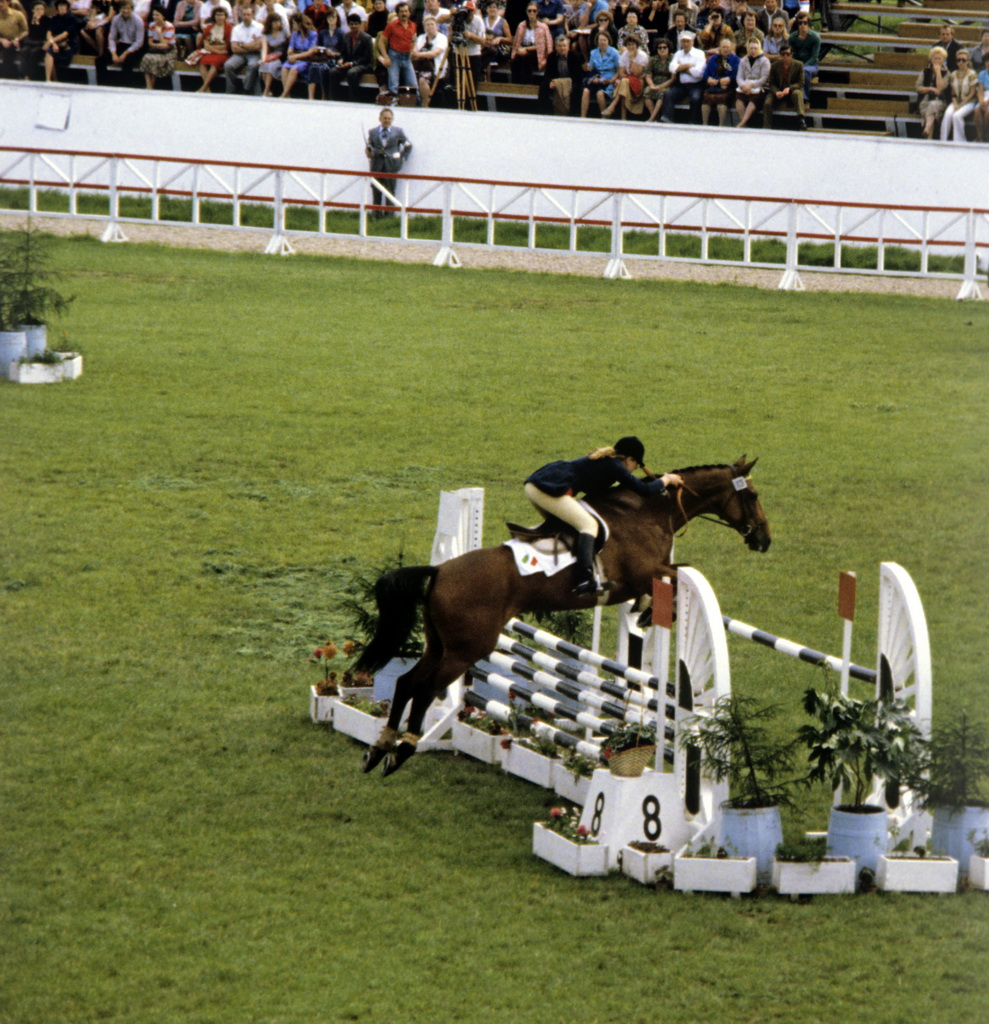
Sărituri

Probele sportive de echitație la Jocurile Olimpice de vară din 1980 s-au desfășurat în perioada 27 iulie - 3 august 1980 în parcul Bitțevski și pe Stadionul Olimpic (sărituri).

## Medaliați
| Categorie                    | Aur | Argint | Bronz |
| Dresaj individual Detalii    | Elisabeth Theurer pe Mpe Cherie (AUT) | Iuri Kovșov pe Igrok (URS) | Viktor Ugriumov pe Șkval (URS) |
| Dresaj pe echipe Detalii     | Uniunea Sovietică (URS) · Iuri Kovșov · pe Igrok · Viktor Ugriumov · pe Șkval · Vera Misevici · pe Plot                                              | Bulgaria (BUL) · Petăr Mandafjiev · pe Scibor · Svetoslav lvanov · pe Aleko · Gheorghi Gadjev · pe Vnimatelen                                        | România (ROU) · Anghelache Donescu · pe Dor · Dumitru Velicu · pe Decebal · Petre Roșca · pe Derbist                                       |
| Întreceri individual Detalii | Federico Roman pe Rossinan (ITA) | Aleksandr Blinov pe Galzun (URS) | Iuri Salnikov pe Pintset (URS) |
| Întreceri pe echipe Detalii  | Uniunea Sovietică (URS) · Aleksandr Blinov · pe Galzun · Iuri Salnikov · pe Pintset · Valeri Volkov · pe Țjeti · Serghei Rogojin · pe Ghelespont     | Italia (ITA) · Federico Roman · pe Rossinan · Anna Casagrande · pe Daleye · Mauro Roman · pe Dourakine 4 · Marina Sciocchetti · pe Rohan de Lechereo | Mexic (MEX) · Manuel Mendívil · pe Remember · David Bárcena · pe Bombon · José Luis Pérez Soto · pe Quelite · Fabián Vázquez · pe Cocaleco |
| Sărituri individual Detalii  | Jan Kowalczyk pe Artemor (POL) | Nikolai Korolkov pe Espadron (URS) | Joaquin Perez Heras pe Alymony (MEX) |
| Sărituri pe echipe Detalii   | Uniunea Sovietică (URS) · Veaceslav Ciukanov · pe Ghepatit · Viktor Poganovski · pe Topki · Viktor Asmaev · pe Reis · Nikolai Korolkov · pe Espadron | Polonia (POL) · Marian Kozicki · pe Bremen · Jan Kowalczyk · pe Artemor · Wiesław Hartman · pe Norton · Janusz Bobik · pe Szampan                    | Mexic (MEX) · Joaquín Pérez · pe Alymony · Jesús Gómez · pe Massacre · Gerardo Tazzer · pe Caribe · Alberto Valdes Jr. · pe Lady Mirka     |

## Clasament pe medalii
| Loc   | Țară              | Aur | Argint | Bronz | Total |
| ----- | ----------------- | --- | ------ | ----- | ----- |
| 1     | Uniunea Sovietică | 3   | 3      | 2     | 8     |
| 2     | Italia            | 1   | 1      | 0     | 2     |
| 2     | Polonia           | 1   | 1      | 0     | 2     |
| 4     | Austria           | 1   | 0      | 0     | 1     |
| 5     | Bulgaria          | 0   | 1      | 0     | 1     |
| 6     | Mexic             | 0   | 0      | 3     | 3     |
| 7     | România           | 0   | 0      | 1     | 1     |
| Total | Total             | 6   | 6      | 6     | 18    |